# العلاقات الشمال مقدونية الكندية
العلاقات الشمال مقدونية الكندية هي العلاقات الثنائية التي تجمع بين شمال مقدونيا وكندا.

## مقارنة بين البلدين
هذه مقارنة عامة ومرجعية للدولتين:
| وجه المقارنة                                              | شمال مقدونيا                                               | كندا                     |
| --------------------------------------------------------- | ---------------------------------------------------------- | ------------------------ |
| المساحة (كم2)                                             | 25.71 ألف                                                  | 9.98 مليون               |
| عدد السكان (نسمة)                                         | 2.08 مليون                                                 | 35.70 مليون              |
| الكثافة السكانية (ن./كم²)                                 | 80.9                                                       | 3.58                     |
| العاصمة                                                   | إسكوبية                                                    | أوتاوا                   |
| اللغة الرسمية                                             | اللغة المقدونية، اللغة الألبانية                           | لغة إنجليزية، لغة فرنسية |
| العملة                                                    | دينار مقدوني                                               | دولار كندي               |
| الناتج المحلي الإجمالي (بليون دولار)                      | 11.34 مليار                                                | 1.65 تريليون             |
| الناتج المحلي الإجمالي (تعادل القوة الشرائية) بليون دولار | 29.26 مليار                                                | 1.59 تريليون             |
| الناتج المحلي الإجمالي الاسمي للفرد دولار أمريكي          | 4.85 ألف                                                   | 43.25 ألف                |
| الناتج المحلي الإجمالي للفرد دولار أمريكي                 | 16.25 ألف                                                  | 45.07 ألف                |
| مؤشر التنمية البشرية                                      | 0.747                                                      | 0.913                    |
| رمز المكالمات الدولي                                      | +389                                                       | +1                       |
| رمز الإنترنت                                              | .mk                                                        | .ca                      |
| المنطقة الزمنية                                           | توقيت وسط أوروبا، ت ع م+01:00، ت ع م+02:00، أوروبا/سكوبيه ‏ |                          |

## مدن متوأمة
في ما يلي قائمة باتفاقيات التوأمة بين مدن شمال مقدونية وكندية:
- ترتبط أوخريد مع وندسور باتفاقية توأمة منذ 1998.[16]

## منظمات دولية مشتركة
يشترك البلدان في عضوية مجموعة من المنظمات الدولية، منها:
| علم المنظمة | اسم المنظمة                               | تاريخ انضمام شمال مقدونيا | تاريخ انضمام كندا |
| ----------- | ----------------------------------------- | ------------------------- | ----------------- |
|             | مؤسسة التنمية الدولية                     | 25 فبراير 1993            | 24 سبتمبر 1960    |
|             | الأمم المتحدة                             | 8 أبريل 1993              | 9 نوفمبر 1945     |
|             | منظمة التجارة العالمية                    | ?                         | ?                 |
|             | منظمة الشرطة الجنائية الدولية             | ?                         | ?                 |
|             | المركز الدولي لتسوية المنازعات الاستشارية | 26 نوفمبر 1998            | 1 ديسمبر 2013     |
|             | منظمة الأمن والتعاون في أوروبا            | 12 أكتوبر 1995            | 25 يونيو 1973     |
|             | الاتحاد الدولي للاتصالات                  | 4 مايو 1993               | 1 يوليو 1908      |
|             | البنك الدولي للإنشاء والتعمير             | 25 فبراير 1993            | 27 ديسمبر 1945    |
|             | الاتحاد البريدي العالمي                   | ?                         | ?                 |
|             | منظمة حظر الأسلحة الكيميائية              | ?                         | ?                 |
|             | مؤسسة التمويل الدولية                     | 25 فبراير 1993            | 20 يوليو 1956     |
|             | وكالة ضمان الاستثمار متعدد الأطراف        | 19 مارس 1993              | 12 أبريل 1988     |
|             | يونسكو                                    | 28 يونيو 1993             | 4 نوفمبر 1946     |

## وصلات خارجية
- موقع وزارة الخارجية الكندية